# Coptosia antoniae
Coptosia antoniae är en skalbaggsart som först beskrevs av Edmund Reitter 1889.  Coptosia antoniae ingår i släktet Coptosia och familjen långhorningar.
Artens utbredningsområde är Iran. Inga underarter finns listade i Catalogue of Life.